# الطرق السيارة في المغرب

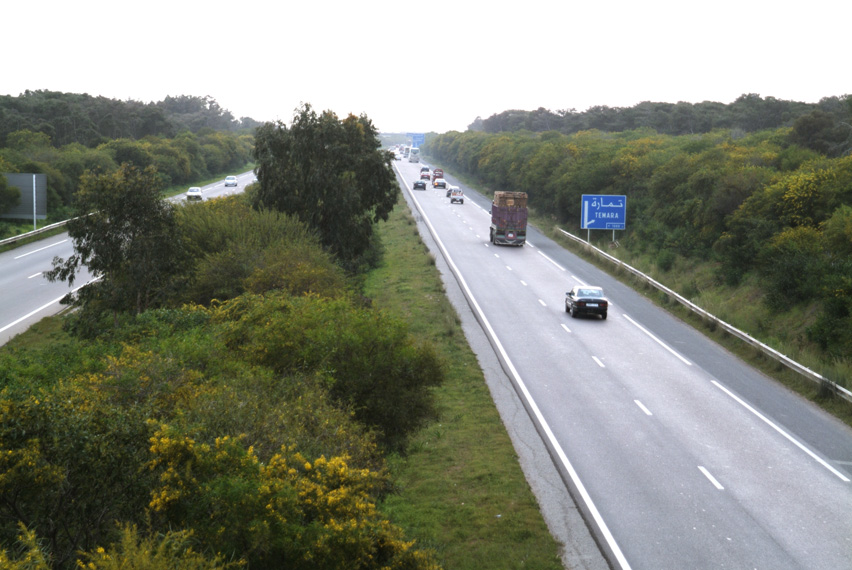

بلغ طول الطرق السيارة بالمغرب 1800 كلم في نهاية عام 2016. تسهر على تدبيرها شركة الطرق السيارة بالمغرب.

الطريق السيار الدار البيضاء - الرباط هو أول ما أنجز ويعد أيضا الطريق السيار غير المجاني الأكثر استعمالا بإفريقيا بمعدل 57.000 عربة لليوم الواحد سنة 2011.

## التأثير الاقتصادي
تمكن الطرق السيارة بالمغرب من توفير 30 دقيقة في كل 100 كلم بالمتوسط.
على المستوى الجهوي، تربط الشبكة بين عدة مجمعات صناعية، سياحية و حضارية:
- أغلب المجمعات الاقتصادية للمملكة.
- %80 من المؤسسات الصناعية.
- 8 مطارات دولية.
- 5 أهم موانئ الاقتصادية.
- %76 من الأسرة السياحية المصنفة.
- 24 من أصل 27 مدينة عدد سكانها يفوق 000 100 نسمة.

## ترتيب الطرق السيارة (بأداء)

### من الرباط إلى أسفيA1
بداية أول طريق سيار بالمغرب
- 1991 : الطريق السيار الدار البيضاء – الرباط ب 86 كلم شركة الطرق السيارة بالمغرب

- 2003 : الإحاطة بالدار البيضاء الشطر الأول ب 27 كلم
- 2004 : الإحاطة بالدار البيضاء الشطر الثاني ب 6,5 كلم
- 19 فبراير 2004 : الطريق السيار الدار البيضاء - حد السوالم ب 16 كلم
- 30 يونيو 2005 : الطريق السيار حد السوالم - شتوكة ب 35 كلم
- 4 نوفمبر 2006 : الطريق السيار شتوكة - الجديدة ب 28 كلم
- 4 غشت 2016 : الطريق السيار الجديدة - أسفي ب 143 كلم

### من الرباط إلىوجدةA2
- 1998 : الطريق السيار فاس – الخميسات ب 115 كلم
- 1999 : الطريق السيار الخميسات – الرباط ب 52 كلم
- 25 يوليوز 2011 : فاس – وجدة ب 320 كلم

### منالدار البيضاءإلىأكاديرA3
- 2001 : الطريق السيار الدار البيضاء – سطات ب 57 كلم.
- 2005 : الإحاطة بسطات ب 17 كلم
- 16 ابريل 2007 : الطريق السيار سطات – مراكش ب 145 كلم
- 2009 : الطريق السيار المداري (غرب) مراكش 50 كلم.
- 2010 : الطريق السيار مراكش ـ أكادير ب 185 كلم.

### منبرشيدإلىبني ملالA4
- 2014 : خريبكة ـ بني ملال 95 كلم.
- 2015 : برشيد ـ خريبكة 77 كلم

### منميناء طنجة المتوسطإلىالرباطA5
- 1995 : الطريق السيار الرباط – القنيطرة ب 40 كلم.
- 1996 : الطريق السيار القنيطرة – العرائش ب 110 كلم.
- 1999 : الطريق السيار العرائش – سيدي اليماني ب 28 كلم.
- 2002 : الطريق السيار سيدي اليماني – أصيلة ب 15 كلم.
- 2005 : الطريق السيار أصيلة – طنجة ب 30 كلم.
- 7 يوليوز 2016 : الطريق السيار المداري للرباط ب 42 كلم.

### منتطوانإلىالفنيدقA7
- 2007 : الطريق السيار تطوان ـ المضيق ب 14 كلم
- 2008 : الطريق السيار المضيق ـ الفنيدق ب 14 كلم

## الطرق السيارة في طور الانجاز
- الطريق السيار تيط مليل - برشيد ب 31 كلم
- الطريق السيار جرسيف - الناظور ب 104 كلم

## الطرق السيارة المبرمجة
- الطريق السيار القاري الدار البيضاء - الرباط
- الطريق السيار طنجة - تطوان
- الطريق السيار فاس - مراكش
- تمديد الطريق السيار الرباط - آسفي إلى ميناء آسفي.
- الطريق السيار مراكش - آسفي
- الطريق السيار فاس - تطوان
- تمديد الطريق السيار الرباط - وجدة إلى الحدود الجزائرية.
- تمديد الطريق السيار الدار البيضاء – أكادير إلى تزنيت.

## وصلات خارجية
- الموقع الرسمي لشركة الطرق السيارة بالمغرب
- تقرير الأنشطة لعام 2005 لشركة الطرق السيارة بالمغرب (باللغة الفرنسية)
- المسافات بين مدن المملكة المغربية (بالكيلومتر)